# Salmo 89

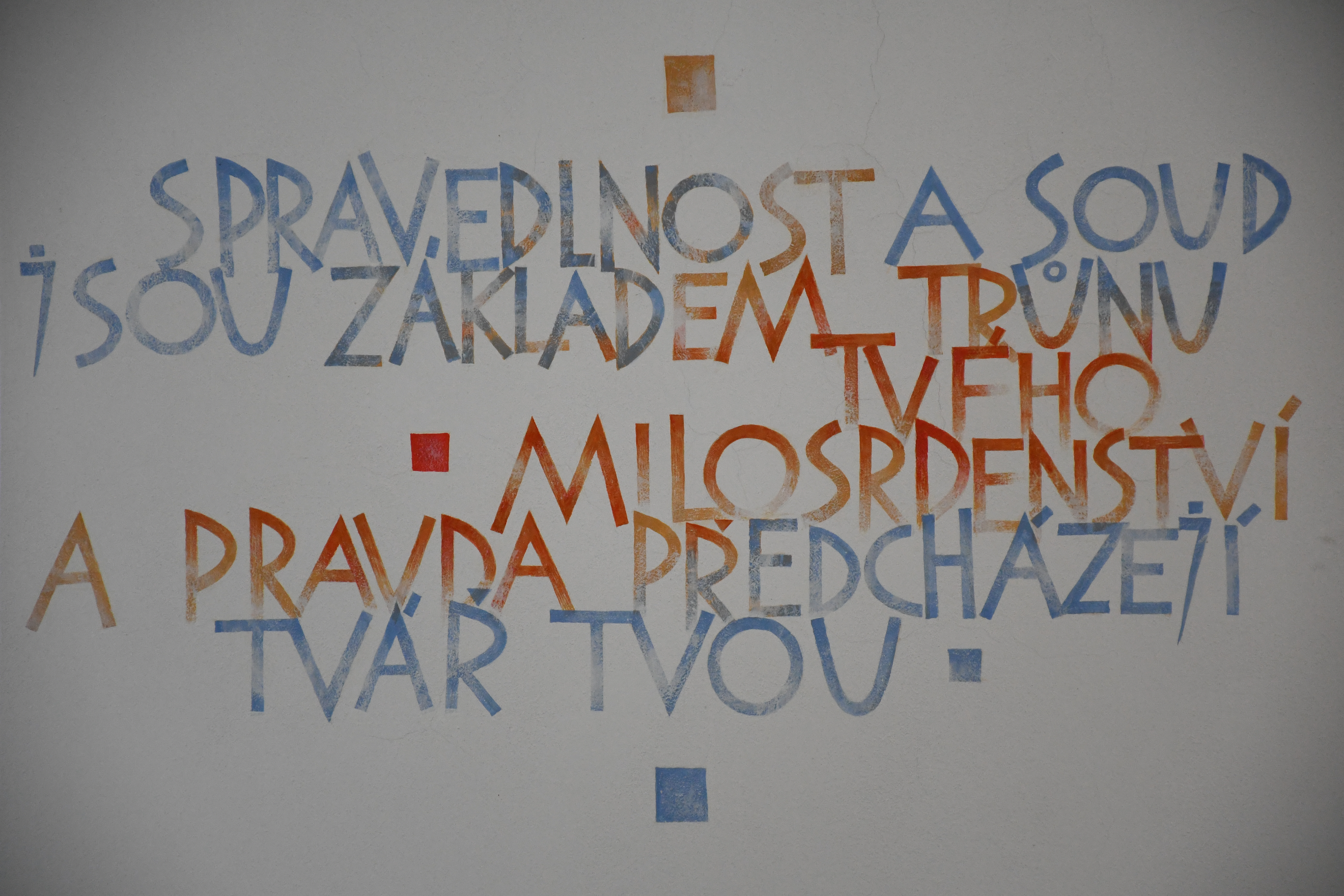
Inscripción en checo del Salmo 89:14 en la Iglesia Evangélica de los Hermanos Checos en Brno-Husovice. «La justicia y el derecho son el cimiento de tu trono; misericordia y verdad van delante de tu rostro». (Versión Reina-Valera)

El Salmo 89 es el  salmo 89 del Libro de los Salmos, que comienza en inglés en la Versión King James: «Cantaré eternamente de las misericordias del SEÑOR». En el sistema de numeración ligeramente diferente utilizado en las traducciones griega Septuaginta y latina Vulgata de la Biblia, este salmo es el Salmo 88. En latín, se conoce como «Misericordias Domini in aeternum cantabo». Se describe como un maschil o «contemplación».
El salmo forma parte habitual de las liturgias judías y católicas. Se ha puesto música, por ejemplo, por el compositor barroco Heinrich Schütz en alemán.

## Texto
La siguiente tabla muestra el texto en hebreo del salmo con vocales, junto con el texto en griego koiné en la Septuaginta y la traducción al español de la Biblia del Rey Jacobo. Tenga en cuenta que el significado puede diferir ligeramente entre estas versiones, ya que la Septuaginta y el texto masorético provienen de tradiciones textuales diferentes. En la Septuaginta, este salmo está numerado como Salmo 88.
| #     | Hebreo                                                          | Español | Griego |
| ----- | --------------------------------------------------------------- | --- | --- |
| [ 7 ] | מַ֝שְׂכִּ֗יל לְאֵיתָ֥ן הָאֶזְרָחִֽי׃                                             | (Maschil de Ethan el ezrahita.)                                                                                                 | Συνέσεως Αἰθὰν τῷ ᾿Ισραηλίτῃ. -                                                                                |
| 1     | חַֽסְדֵ֣י יְ֭הֹוָה עוֹלָ֣ם אָשִׁ֑ירָה לְדֹ֥ר וָדֹ֓ר ׀ אוֹדִ֖יעַ אֱמוּנָתְךָ֣ בְּפִֽי׃                | Cantaré las misericordias del Señor por siempre; con mi boca daré a conocer tu fidelidad a todas las generaciones.              | ΤΑ ΕΛΕΗ σου, Κύριε, εἰς τὸν αἰῶνα ᾄσομαι, εἰς γενεὰν καὶ γενεὰν ἀπαγγελῶ τὴν ἀλήθειάν σου ἐν τῷ στόματί μου,   |
| 2     | כִּֽי־אָמַ֗רְתִּי ע֭וֹלָם חֶ֣סֶד יִבָּנֶ֑ה שָׁמַ֓יִם ׀ תָּכִ֖ן אֱמוּנָתְךָ֣ בָהֶֽם׃                   | Porque yo he dicho que la misericordia será edificada para siempre; tu fidelidad será establecida en los cielos.                | ὅτι εἶπας· εἰς τὸν αἰῶνα ἔλεος οἰκοδομηθήσεται· ἐν τοῖς οὐρανοῖς ἑτοιμασθήσεται ἡ ἀλήθειά σου·                 |
| 3     | כָּרַ֣תִּי בְ֭רִית לִבְחִירִ֑י נִ֝שְׁבַּ֗עְתִּי לְדָוִ֥ד עַבְדִּֽי׃                              | He hecho un pacto con mis elegidos, he jurado a David mi siervo,                                                                | διεθέμην διαθήκην τοῖς ἐκλεκτοῖς μου, ὤμοσα Δαυΐδ τῷ δούλῳ μου·                                                |
| 4     | עַד־ע֭וֹלָם אָכִ֣ין זַרְעֶ֑ךָ וּבָנִ֨יתִי לְדֹר־וָד֖וֹר כִּסְאֲךָ֣ סֶֽלָה׃                     | Estableceré tu descendencia para siempre, y edificaré tu trono por todas las generaciones. Selah.                               | ἕως τοῦ αἰῶνος ἑτοιμάσω τὸ σπέρμα σου καὶ οἰκοδομήσω εἰς γενεὰν καὶ γενεὰν τὸν θρόνον σου. (διάψαλμα).         |
| 5     | וְי֘וֹד֤וּ שָׁמַ֣יִם פִּלְאֲךָ֣ יְהֹוָ֑ה אַף־אֱ֝מ֥וּנָתְךָ֗ בִּקְהַ֥ל קְדֹשִֽׁים׃                      | Y los cielos alabarán tus maravillas, oh Señor, y tu fidelidad en la congregación de los santos.                                | ἐξομολογήσονται οἱ οὐρανοὶ τὰ θαυμάσιά σου, Κύριε, καὶ τὴν ἀλήθειάν σου ἐν ἐκκλησίᾳ ἁγίων.                     |
| 6     | כִּ֤י מִ֣י בַ֭שַּׁחַק יַעֲרֹ֣ךְ לַיהֹוָ֑ה יִדְמֶ֥ה לַ֝יהֹוָ֗ה בִּבְנֵ֥י אֵלִֽים׃                     | ¿Quién en los cielos se puede comparar con el Señor? ¿Quién entre los hijos de los poderosos se puede asemejar al Señor?        | ὅτι τίς ἐν νεφέλαις ἰσωθήσεται τῷ Κυρίῳ; καὶ τίς ὁμοιωθήσεται τῷ Κυρίῳ ἐν υἱοῖς Θεοῦ;                          |
| 7     | אֵ֣ל נַ֭עֲרָץ בְּסוֹד־קְדֹשִׁ֣ים רַבָּ֑ה וְ֝נוֹרָ֗א עַל־כׇּל־סְבִיבָֽיו׃                      | Dios es muy temible en la asamblea de los santos, y es reverenciado por todos los que le rodean.                                | ὁ Θεὸς ἐνδοξαζόμενος ἐν βουλῇ ἁγίων, μέγας καὶ φοβερὸς ἐπὶ πάντας τοὺς περικύκλῳ αὐτοῦ.                        |
| 8     | יְהֹוָ֤ה ׀ אֱלֹ֘הֵ֤י צְבָא֗וֹת מִֽי־כָמ֖וֹךָֽ חֲסִ֥ין ׀ יָ֑הּ וֶ֝אֱמ֥וּנָתְךָ֗ סְבִיבוֹתֶֽיךָ׃           | Oh Señor, Dios de los ejércitos, ¿quién es un Señor poderoso como tú? ¿Quién es fiel como tú?                                   | Κύριε ὁ Θεὸς τῶν δυνάμεων, τίς ὅμοιός σοι; δυνατὸς εἶ, Κύριε, καὶ ἡ ἀλήθειά σου κύκλῳ σου.                     |
| 9     | אַתָּ֣ה מ֭וֹשֵׁל בְּגֵא֣וּת הַיָּ֑ם בְּשׂ֥וֹא גַ֝לָּ֗יו אַתָּ֥ה תְשַׁבְּחֵֽם׃                         | Tú dominas el furor del mar: cuando se levantan sus olas, tú las calmas.                                                        | σὺ δεσπόζεις τοῦ κράτους τῆς θαλάσσης, τὸν δὲ σάλον τῶν κυμάτων αὐτῆς σὺ καταπραΰνεις.                         |
| 10    | אַתָּ֤ה דִכִּ֣אתָ כֶחָלָ֣ל רָ֑הַב בִּזְר֥וֹעַ עֻ֝זְּךָ֗ פִּזַּ֥רְתָּ אוֹיְבֶֽיךָ׃                        | Has destrozado a Rahab como a un muerto; has dispersado a tus enemigos con tu brazo poderoso.                                   | σὺ ἐταπείνωσας ὡς τραυματίαν ὑπερήφανον, ἐν τῷ βραχίονι τῆς δυνάμεώς σου διεσκόρπισας τοὺς ἐχθρούς σου.        |
| 11    | לְךָ֣ שָׁ֭מַיִם אַף־לְךָ֥ אָ֑רֶץ תֵּבֵ֥ל וּ֝מְלֹאָ֗הּ אַתָּ֥ה יְסַדְתָּֽם׃                          | Los cielos son tuyos, y tuya es la tierra; tú fundaste el mundo y todo lo que hay en él.                                        | σοί εἰσιν οἱ οὐρανοί, καὶ σή ἐστιν ἡ γῆ· τὴν οἰκουμένην καὶ τὸ πλήρωμα αὐτῆς σὺ ἐθεμελίωσας.                   |
| 12    | צָפ֣וֹן וְ֭יָמִין אַתָּ֣ה בְרָאתָ֑ם תָּב֥וֹר וְ֝חֶרְמ֗וֹן בְּשִׁמְךָ֥ יְרַנֵּֽנוּ׃                    | Tú creaste el norte y el sur: Tabor y Hermón se regocijarán en tu nombre.                                                       | τὸν βορρᾶν καὶ τὴν θάλασσαν σὺ ἔκτισας, Θαβὼρ καὶ ῾Ερμὼν ἐν τῷ ὀνόματί σου ἀγαλλιάσονται.                      |
| 13    | לְךָ֣ זְ֭רוֹעַ עִם־גְּבוּרָ֑ה תָּעֹ֥ז יָ֝דְךָ֗ תָּר֥וּם יְמִינֶֽךָ׃                            | Tú tienes un brazo poderoso: fuerte es tu mano, y alta es tu diestra.                                                           | σὸς ὁ βραχίων μετὰ δυναστείας· κραταιωθήτω ἡ χείρ σου, ὑψωθήτω ἡ δεξιά σου.                                    |
| 14    | צֶ֣דֶק וּ֭מִשְׁפָּט מְכ֣וֹן כִּסְאֶ֑ךָ חֶ֥סֶד וֶ֝אֱמֶ֗ת יְֽקַדְּמ֥וּ פָנֶֽיךָ׃                        | La justicia y el juicio son el fundamento de tu trono; la misericordia y la verdad van delante de tu rostro.                    | δικαιοσύνη καὶ κρίμα ἑτοιμασία τοῦ θρόνου σου, ἔλεος καὶ ἀλήθεια προπορεύσονται πρὸ προσώπου σου.              |
| 15    | אַשְׁרֵ֣י הָ֭עָם יֹדְעֵ֣י תְרוּעָ֑ה יְ֝הֹוָ֗ה בְּֽאוֹר־פָּנֶ֥יךָ יְהַלֵּכֽוּן׃                      | Bienaventurado el pueblo que conoce el sonido alegre: ellos caminarán, oh Señor, a la luz de tu rostro.                         | μακάριος ὁ λαὸς ὁ γινώσκων ἀλαλαγμόν· Κύριε, ἐν τῷ φωτὶ τοῦ προσώπου σου πορεύσονται                           |
| 16    | בְּ֭שִׁמְךָ יְגִיל֣וּן כׇּל־הַיּ֑וֹם וּבְצִדְקָתְךָ֥ יָרֽוּמוּ׃                              | En tu nombre se regocijarán todo el día, y en tu justicia serán exaltados.                                                      | καὶ ἐν τῷ ὀνόματί σου ἀγαλλιάσονται ὅλην τὴν ἡμέραν καὶ ἐν τῇ δικαιοσύνῃ σου ὑψωθήσονται.                      |
| 17    | כִּי־תִפְאֶ֣רֶת עֻזָּ֣מוֹ אָ֑תָּה וּ֝בִרְצוֹנְךָ֗ (תרים) [תָּר֥וּם] קַרְנֵֽינוּ׃                 | Porque tú eres la gloria de su fuerza, y en tu favor se exaltará nuestro cuerno.                                                | ὅτι καύχημα τῆς δυνάμεως αὐτῶν σὺ εἶ, καὶ ἐν τῇ εὐδοκίᾳ σου ὑψωθήσεται τὸ κέρας ἡμῶν.                          |
| 18    | כִּ֣י לַ֭יהֹוָה מָגִנֵּ֑נוּ וְלִקְד֖וֹשׁ יִשְׂרָאֵ֣ל מַלְכֵּֽנוּ׃                              | Porque el Señor es nuestra defensa, y el Santo de Israel es nuestro rey.                                                        | ὅτι τοῦ Κυρίου ἡ ἀντίληψις καὶ τοῦ ἁγίου ᾿Ισραὴλ βασιλέως ἡμῶν.                                                |
| 19    | אָ֤ז דִּבַּ֥רְתָּֽ־בְחָז֡וֹן לַחֲסִידֶ֗יךָ וַתֹּ֗אמֶר שִׁוִּ֣יתִי עֵ֭זֶר עַל־גִּבּ֑וֹר הֲרִימ֖וֹתִי בָח֣וּר מֵעָֽם׃ | Entonces hablaste en visión a tu santo, y dijiste: «He puesto mi ayuda en uno poderoso; he exaltado a uno escogido del pueblo». | τότε ἐλάλησας ἐν ὁράσει τοῖς υἱοῖς σου καὶ εἶπας· ἐθέμην βοήθειαν ἐπὶ δυνατόν, ὕψωσα ἐκλεκτὸν ἐκ τοῦ λαοῦ μου· |
| 20    | מָ֭צָאתִי דָּוִ֣ד עַבְדִּ֑י בְּשֶׁ֖מֶן קׇדְשִׁ֣י מְשַׁחְתִּֽיו׃                                | He encontrado a David, mi siervo; con mi aceite santo lo he ungido:                                                             | εὗρον Δαυΐδ τὸν δοῦλόν μου, ἐν ἐλέει ἁγίῳ μου ἔχρισα αὐτόν.                                                    |
| 21    | אֲשֶׁ֣ר יָ֭דִי תִּכּ֣וֹן עִמּ֑וֹ אַף־זְרוֹעִ֥י תְאַמְּצֶֽנּוּ׃                               | Con quien mi mano se afirmará; mi brazo también lo fortalecerá.                                                                 | ἡ γὰρ χείρ μου συναντιλήψεται αὐτῷ καὶ ὁ βραχίων μου κατισχύσει αὐτόν·                                         |
| 22    | לֹא־יַשִּׁ֣יא אוֹיֵ֣ב בּ֑וֹ וּבֶן־עַ֝וְלָ֗ה לֹ֣א יְעַנֶּֽנּוּ׃                              | El enemigo no se vengará de él, ni el hijo de la maldad lo afligirá.                                                            | οὐκ ὠφελήσει ἐχθρὸς ἐν αὐτῷ, καὶ υἱὸς ἀνομίας οὐ προσθήσει τοῦ κακῶσαι αὐτόν.                                  |
| 23    | וְכַתּוֹתִ֣י מִפָּנָ֣יו צָרָ֑יו וּמְשַׂנְאָ֥יו אֶגּֽוֹף׃                                 | Y derrotaré a sus enemigos delante de él, y azotaré a los que le odian.                                                         | καὶ συγκόψω ἀπὸ προσώπου αὐτοῦ τοὺς ἐχθροὺς αὐτοῦ καὶ τοὺς μισοῦντας αὐτὸν τροπώσομαι.                         |
| 24    | וֶ֥אֱֽמוּנָתִ֣י וְחַסְדִּ֣י עִמּ֑וֹ וּ֝בִשְׁמִ֗י תָּר֥וּם קַרְנֽוֹ׃                              | Pero mi fidelidad y mi misericordia estarán con él, y en mi nombre será exaltado su cuerno.                                     | καὶ ἡ ἀλήθειά μου καὶ τὸ ἔλεός μου μετ᾿ αὐτοῦ, καὶ ἐν τῷ ὀνόματί μου ὑψωθήσεται τὸ κέρας αὐτοῦ.                |
| 25    | וְשַׂמְתִּ֣י בַיָּ֣ם יָד֑וֹ וּֽבַנְּהָר֥וֹת יְמִינֽוֹ׃                                    | Pondré su mano en el mar, y su diestra en los ríos.                                                                             | καὶ θήσομαι ἐν θαλάσσῃ χεῖρα αὐτοῦ καὶ ἐν ποταμοῖς δεξιὰν αὐτοῦ.                                               |
| 26    | ה֣וּא יִ֭קְרָאֵנִי אָ֣בִי אָ֑תָּה אֵ֝לִ֗י וְצ֣וּר יְשׁוּעָתִֽי׃                             | Él clamará a mí: «Tú eres mi padre, mi Dios, y la roca de mi salvación».                                                        | αὐτὸς ἐπικαλέσεταί με· πατήρ μου εἶ σύ, Θεός μου καὶ ἀντιλήπτωρ τῆς σωτηρίας μου·                              |
| 27    | אַף־אָ֭נִי בְּכ֣וֹר אֶתְּנֵ֑הוּ עֶ֝לְי֗וֹן לְמַלְכֵי־אָֽרֶץ׃                              | También lo haré mi primogénito, más elevado que los reyes de la tierra.                                                         | κἀγὼ πρωτότοκον θήσομαι αὐτόν, ὑψηλὸν παρὰ τοῖς βασιλεῦσι τῆς γῆς.                                             |
| 28    | לְ֭עוֹלָם (אשמור) [אֶשְׁמׇר־]ל֣וֹ חַסְדִּ֑י וּ֝בְרִיתִ֗י נֶאֱמֶ֥נֶת לֽוֹ׃                   | Le guardaré mi misericordia para siempre, y mi pacto permanecerá firme con él.                                                  | εἰς τὸν αἰῶνα φυλάξω αὐτῷ τὸ ἔλεός μου, καὶ ἡ διαθήκη μου πιστὴ αὐτῷ·                                          |
| 29    | וְשַׂמְתִּ֣י לָעַ֣ד זַרְע֑וֹ וְ֝כִסְא֗וֹ כִּימֵ֥י שָׁמָֽיִם׃                                 | También haré que su descendencia perdure para siempre, y su trono como los días del cielo.                                      | καὶ θήσομαι εἰς τὸν αἰῶνα τοῦ αἰῶνος τὸ σπέρμα αὐτοῦ καὶ τὸν θρόνον αὐτοῦ ὡς τὰς ἡμέρας τοῦ οὐρανοῦ.           |
| 30    | אִם־יַעַזְב֣וּ בָ֭נָיו תּוֹרָתִ֑י וּ֝בְמִשְׁפָּטַ֗י לֹ֣א יֵלֵכֽוּן׃                           | Si sus hijos abandonan mi ley y no siguen mis juicios;                                                                          | ἐὰν ἐγκαταλίπωσιν οἱ υἱοὶ αὐτοῦ τὸν νόμον μου καὶ τοῖς κρίμασί μου μὴ πορευθῶσιν,                              |
| 31    | אִם־חֻקֹּתַ֥י יְחַלֵּ֑לוּ וּ֝מִצְוֺתַ֗י לֹ֣א יִשְׁמֹֽרוּ׃                                  | Si violan mis estatutos y no guardan mis mandamientos;                                                                          | ἐὰν τὰ δικαιώματά μου βεβηλώσωσι καὶ τὰς ἐντολάς μου μὴ φυλάξωσιν,                                             |
| 32    | וּפָקַדְתִּ֣י בְשֵׁ֣בֶט פִּשְׁעָ֑ם וּבִנְגָעִ֥ים עֲוֺנָֽם׃                                  | Entonces castigaré su rebelión con la vara, y sus iniquidades con azotes.                                                       | ἐπισκέψομαι ἐν ῥάβδῳ τὰς ἀνομίας αὐτῶν καὶ ἐν μάστιξι τὰς ἀδικίας αὐτῶν·                                       |
| 33    | וְ֭חַסְדִּי לֹא־אָפִ֣יר מֵעִמּ֑וֹ וְלֹא־אֲ֝שַׁקֵּ֗ר בֶּאֱמוּנָתִֽי׃                            | Sin embargo, no le quitaré mi amor, ni permitiré que mi fidelidad falle.                                                        | τὸ δὲ ἔλεός μου οὐ μὴ διασκεδάσω ἀπ᾿ αὐτῶν, οὐδ᾿ οὐ μὴ ἀδικήσω ἐν τῇ ἀληθείᾳ μου,                              |
| 34    | לֹֽא־אֲחַלֵּ֥ל בְּרִיתִ֑י וּמוֹצָ֥א שְׂ֝פָתַ֗י לֹ֣א אֲשַׁנֶּֽה׃                               | No quebrantaré mi pacto, ni alteraré lo que ha salido de mis labios.                                                            | οὐδ᾿ οὐ μὴ βεβηλώσω τὴν διαθήκην μου καὶ τὰ ἐκπορευόμενα διὰ τῶν χειλέων μου οὐ μὴ ἀθετήσω.                    |
| 35    | אַ֭חַת נִשְׁבַּ֣עְתִּי בְקׇדְשִׁ֑י אִֽם־לְדָוִ֥ד אֲכַזֵּֽב׃                                  | Una vez juré por mi santidad que no mentiría a David.                                                                           | ἅπαξ ὤμοσα ἐν τῷ ἁγίῳ μου, εἰ τῷ Δαυΐδ ψεύσομαι·                                                               |
| 36    | זַ֭רְעוֹ לְעוֹלָ֣ם יִהְיֶ֑ה וְכִסְא֖וֹ כַשֶּׁ֣מֶשׁ נֶגְדִּֽי׃                                | Su descendencia permanecerá para siempre, y su trono como el sol delante de mí.                                                 | τὸ σπέρμα αὐτοῦ εἰς τὸν αἰῶνα μενεῖ καὶ ὁ θρόνος αὐτοῦ ὡς ὁ ἥλιος ἐναντίον μου                                 |
| 37    | כְּ֭יָרֵחַ יִכּ֣וֹן עוֹלָ֑ם וְעֵ֥ד בַּ֝שַּׁ֗חַק נֶאֱמָ֥ן סֶֽלָה׃                               | Será establecido para siempre como la luna, y como un testigo fiel en el cielo. Selah.                                          | καὶ ὡς ἡ σελήνη κατηρτισμένη εἰς τὸν αἰῶνα· καὶ ὁ μάρτυς ἐν οὐρανῷ πιστός. (διάψαλμα).                         |
| 38    | וְאַתָּ֣ה זָ֭נַחְתָּ וַתִּמְאָ֑ס הִ֝תְעַבַּ֗רְתָּ עִם־מְשִׁיחֶֽךָ׃                                | Pero tú has desechado y aborrecido, te has enfurecido contra tu ungido.                                                         | σὺ δὲ ἀπώσω καὶ ἐξουδένωσας, ἀνεβάλου τὸν χριστόν σου·                                                         |
| 39    | נֵ֭אַרְתָּה בְּרִ֣ית עַבְדֶּ֑ךָ חִלַּ֖לְתָּ לָאָ֣רֶץ נִזְרֽוֹ׃                                 | Has invalidado el pacto de tu siervo; has profanado su corona arrojándola al suelo.                                             | κατέστρεψας τὴν διαθήκην τοῦ δούλου σου, ἐβεβήλωσας εἰς τὴν γῆν τὸ ἁγίασμα αὐτοῦ.                              |
| 40    | פָּרַ֥צְתָּ כׇל־גְּדֵרֹתָ֑יו שַׂ֖מְתָּ מִבְצָרָ֣יו מְחִתָּֽה׃                                 | Has derribado todos sus setos; has arruinado sus fortalezas.                                                                    | καθεῖλες πάντας τοὺς φραγμοὺς αὐτοῦ, ἔθου τὰ ὀχυρώματα αὐτοῦ δειλίαν·                                          |
| 41    | שַׁ֭סֻּהוּ כׇּל־עֹ֣בְרֵי דָ֑רֶךְ הָיָ֥ה חֶ֝רְפָּ֗ה לִשְׁכֵנָֽיו׃                               | Todos los que pasan por el camino lo despojan; es un oprobio para sus vecinos.                                                  | διήρπασαν αὐτὸν πάντες οἱ διοδεύοντες ὁδόν, ἐγενήθη ὄνειδος τοῖς γείτοσιν αὐτοῦ.                               |
| 42    | הֲ֭רִימוֹתָ יְמִ֣ין צָרָ֑יו הִ֝שְׂמַ֗חְתָּ כׇּל־אוֹיְבָֽיו׃                               | Has levantado la diestra de sus adversarios; has hecho que todos sus enemigos se regocijen.                                     | ὕψωσας τὴν δεξιὰν τῶν θλιβόντων αὐτόν, εὔφρανας πάντας τοὺς ἐχθροὺς αὐτοῦ.                                     |
| 43    | אַף־תָּ֭שִׁיב צ֣וּר חַרְבּ֑וֹ וְלֹ֥א הֲ֝קֵימֹת֗וֹ בַּמִּלְחָמָֽה׃                             | También has desviado el filo de su espada y no le has hecho permanecer en la batalla.                                           | ἀπέστρεψας τὴν βοήθειαν τῆς ῥομφαίας αὐτοῦ καὶ οὐκ ἀντελάβου αὐτοῦ ἐν τῷ πολέμῳ.                               |
| 44    | הִשְׁבַּ֥תָּ מִטְּהָר֑וֹ וְ֝כִסְא֗וֹ לָאָ֥רֶץ מִגַּֽרְתָּה׃                                    | Has hecho cesar su gloria y has derribado su trono a tierra.                                                                    | κατέλυσας ἀπὸ καθαρισμοῦ αὐτοῦ, τὸν θρόνον αὐτοῦ εἰς τὴν γῆν κατέρραξας.                                       |
| 45    | הִ֭קְצַרְתָּ יְמֵ֣י עֲלוּמָ֑יו הֶ֥עֱטִ֨יתָ עָלָ֖יו בּוּשָׁ֣ה סֶֽלָה׃                           | Has acortado los días de su juventud; le has cubierto de vergüenza. Selah.                                                      | ἐσμίκρυνας τὰς ἡμέρας τοῦ χρόνου αὐτοῦ, κατέχεας αὐτοῦ αἰσχύνην. (διάψαλμα).                                   |
| 46    | עַד־מָ֣ה יְ֭הֹוָה תִּסָּתֵ֣ר לָנֶ֑צַח תִּבְעַ֖ר כְּמוֹ־אֵ֣שׁ חֲמָתֶֽךָ׃                          | ¿Hasta cuándo, Señor? ¿Te ocultarás para siempre? ¿Arderá tu ira como el fuego?                                                 | ἕως πότε, Κύριε, ἀποστρέφῃ εἰς τέλος, ἐκκαυθήσεται ὡς πῦρ ἡ ὀργή σου;                                          |
| 47    | זְכׇר־אֲנִ֥י מֶה־חָ֑לֶד עַל־מַה־שָּׁ֝֗וְא בָּרָ֥אתָ כׇל־בְּנֵֽי־אָדָֽם׃                       | Recuerda cuán breve es mi vida: ¿por qué has creado a todos los hombres en vano?                                                | μνήσθητι τίς μου ἡ ὑπόστασις· μὴ γὰρ ματαίως ἔκτισας πάντας τοὺς υἱοὺς τῶν ἀνθρώπων;                           |
| 48    | מִ֤י גֶ֣בֶר יִֽ֭חְיֶה וְלֹ֣א יִרְאֶה־מָּ֑וֶת יְמַלֵּ֨ט נַפְשׁ֖וֹ מִיַּד־שְׁא֣וֹל סֶֽלָה׃                | ¿Qué hombre es aquel que vive y no ve la muerte? ¿Podrá librar su alma de la mano del sepulcro? Selah.                          | τίς ἐστιν ἄνθρωπος, ὃς ζήσεται, καὶ οὐκ ὄψεται θάνατον; ῥύσεται τὴν ψυχὴν αὐτοῦ ἐκ χειρὸς ᾅδου; (διάψαλμα).    |
| 49    | אַיֵּ֤ה ׀ חֲסָדֶ֖יךָ הָרִאשֹׁנִ֥ים ׀ אֲדֹנָ֑י נִשְׁבַּ֥עְתָּ לְ֝דָוִ֗ד בֶּאֱמוּנָתֶֽךָ׃                  | Señor, ¿dónde están tus antiguas misericordias, las que juraste a David en tu verdad?                                           | ποῦ ἐστι τὰ ἐλέη σου τὰ ἀρχαῖα, Κύριε, ἃ ὤμοσας τῷ Δαυΐδ ἐν τῇ ἀληθείᾳ σου;                                    |
| 50    | זְכֹ֣ר אֲ֭דֹנָי חֶרְפַּ֣ת עֲבָדֶ֑יךָ שְׂאֵתִ֥י בְ֝חֵיקִ֗י כׇּל־רַבִּ֥ים עַמִּֽים׃                    | Acuérdate, Señor, del oprobio de tus siervos; cómo llevo en mi seno el oprobio de todos los pueblos poderosos;                  | μνήσθητι, Κύριε, τοῦ ὀνειδισμοῦ τῶν δούλων σου, οὗ ὑπέσχον ἐν τῷ κόλπῳ πολλῶν ἐθνῶν,                           |
| 51    | אֲשֶׁ֤ר חֵרְפ֖וּ אוֹיְבֶ֥יךָ ׀ יְהֹוָ֑ה אֲשֶׁ֥ר חֵ֝רְפ֗וּ עִקְּב֥וֹת מְשִׁיחֶֽךָ׃                    | Con lo cual tus enemigos han reprochado, oh Señor; con lo cual han reprochado las huellas de tu ungido.                         | οὗ ὠνείδισαν οἱ ἐχθροί σου, Κύριε, οὗ ὠνείδισαν τὸ ἀντάλλαγμα τοῦ χριστοῦ σου.                                 |
| 52    | בָּר֖וּךְ יְהֹוָ֥ה לְעוֹלָ֗ם אָ֘מֵ֥ן ׀ וְאָמֵֽן׃                                     | Bendito sea el Señor por siempre. Amén, y Amén.                                                                                 | εὐλογητὸς Κύριος εἰς τὸν αἰῶνα. γένοιτο γένοιτο.                                                               |

## Análisis
La introducción del salmo afirma que fue escrito por Ethan el ezraíta, quien, junto con Hemán el ezraíta, a quien se atribuye el Salmo 88, fue un hombre sabio de la época de, o anterior a, el rey Salomón. En 1 Reyes 4:31 se afirma que Salomón «era más sabio que todos los hombres, más sabio que Etán ezraíta, que Hemán, Calcol, y que Darda, hijos de Mahol, y que su fama se extendía por todas las naciones vecinas» (ESV).
|
En 2 Samuel 7:12-17, Dios promete al rey David que siempre habrá un rey de su linaje que gobierne sobre Israel. Algunos eruditos afirman que este salmo se escribió después de la deportación de los judíos a Babilonia. Sin embargo, esta afirmación es inconsistente con la datación de Etán en la época de Salomón. Es más probable que se escribiera en nombre del rey (David o Salomón) durante una época de problemas. El autor expresa su creencia de que se cumplirán las promesas esbozadas en 2 Samuel 7:12-17.
Charles Spurgeon llamó a este salmo un «Salmo del Pacto» y lo describió como «la expresión de un creyente». Comienza con palabras de alabanza por la bondad de Yahvé y la fidelidad del pacto. En los primeros 37 versículos, el salmo relata las promesas hechas al rey David y el pacto establecido por Dios con él; del versículo 38 al 51, el salmista lamenta lo que le parece la falta de recuerdo de Dios de sus promesas del pacto.

## Versículo 52
¡Bendito sea el Señor por siempre!
Amén y amén.
Este versículo final es la bendición o doxología con la que se cierra el tercer libro del salterio, «[no] forma parte del salmo original, [sino que] está totalmente en armonía con su espíritu».

## Comentarios

### De la Iglesia católica

#### A todo el salmo
El Salmo 89 cierra la tercera parte del libro de los Salmos, igual que el Salmo 72 cerraba la segunda, con una oración por el rey. Aunque no habla directamente del futuro, sus preguntas a Dios reflejan esperanza, como en el Salmo 88. Empieza exaltando el poder y la fidelidad de Dios (vv. 2-3) y recordando su alianza con David (vv. 4-5). Luego describe su poder en el cielo (vv. 6-9), en la tierra (vv. 10-15) y su protección sobre Israel (vv. 16-19). Después presenta la promesa hecha a David: un reinado perpetuo, condicionado al cumplimiento de la ley (vv. 20-38).
El salmo continúa mostrando la derrota del rey (vv. 39-46) y suplica a Dios que detenga su ira y atienda el sufrimiento del pueblo (vv. 47-52). Termina con una alabanza (v. 53). La Iglesia interpreta que esta súplica se cumple en Jesús, Hijo de David, a quien Dios hizo Rey eterno. Por eso, en la fiesta de San José se usan algunos versículos de este salmo (vv. 2-5.27.29), mostrando que Dios cumplió su promesa al hacer nacer a Jesús de la casa de David.

#### A los versículos 1-19
Los términos misericordia y fidelidad, con los que inicia el Salmo 89, dominan toda la primera parte (vv. 2-38). Estos atributos son firmes porque provienen de Dios mismo (cf. Sal 85,11). Es probable que el salmo incorpore un himno más antiguo al Dios Creador, como sugiere el lenguaje mitológico: “hijos de los dioses” (v. 7), refiriéndose a seres celestiales, y “Rahab” (v. 11), símbolo del caos, más tarde asociado a Egipto (cf. Sal 87,4; Is 30,7). En el salmo, este himno se vincula al Dios de la Alianza que liberó a su pueblo (vv. 9.14-15). El poder de Dios sobre el mar también se reveló en Jesús (cf. Mt 8,26).
Luego el enfoque se traslada al pueblo. “Caminar a la luz de tu rostro” (v. 16) expresa vivir bajo su guía y protección. La seguridad del pueblo y del rey viene de Dios (v. 19), que también puede traducirse: “Porque nuestro escudo es el Señor, nuestro rey es el Santo de Israel”.

#### A los versículos 20-30
Dios eligió al rey (v. 20), lo ungió (v. 21) y le aseguró victoria sobre sus enemigos (vv. 22-24), prometiéndole un dominio que se extiende desde el Mediterráneo hasta los ríos Éufrates y Tigris (vv. 25-26). También estableció con él una relación de padre e hijo, y le garantizó una descendencia perpetua (vv. 27-30; cf. 2 S 7,13; Sal 2).
En el Apocalipsis, san Juan aplica el versículo 28 a Jesucristo resucitado, llamándolo “primogénito de los muertos” y “Príncipe de los reyes de la tierra” (Ap 1,5). La tradición cristiana, al interpretar este salmo a la luz de Cristo, destaca especialmente el versículo 27.

Aquí, aquel que se encarnó en virtud de la economía divina llama a Dios su propio padre: “Subo a mi Padre y a vuestro Padre, a mi Dios y a vuestro Dios”. Porque es de Él de quien habla el profeta, porque, profetizando acerca del niño engendrado, le llama “Dios fuerte, padre del mundo venidero” (Is 9,6)

#### A los versículos 31-50
La promesa de Dios a David era incondicional, aunque incluía la corrección del pueblo mediante el castigo, como lo haría un padre. Presentar esta promesa como un oráculo dentro del salmo remite a la profecía de Natán, tal como se comprendía tras la experiencia de la monarquía. Además, funciona como recurso retórico que refuerza la queja que sigue.
El contexto al que alude el salmo es, con toda probabilidad, la caída de Jerusalén y el exilio del rey en Babilonia en 587 a. C. A pesar de la tragedia, el salmista no pierde totalmente la esperanza: reconoce la acción de Dios en la historia y confía en que Él reivindicará al rey (cf. v. 52).

#### A los versículos 51-53
La súplica nace de la esperanza en la fidelidad de Dios y del desprecio que recae sobre la figura del rey. Las menciones a un sujeto singular (vv. 48.51) podrían indicar que es el propio rey quien ora, aunque también puede tratarse de un israelita fiel que sufre por su caída. El título que atribuye el salmo a Etán, el ezrajita, refuerza esta última posibilidad. El salmo concluye con la misma actitud con la que comenzó: el deseo de que Dios sea alabado por siempre. Desde la perspectiva cristiana, a la luz de la pasión, muerte y resurrección de Jesús, se comprende que la misericordia de Dios, proclamada al inicio (vv. 2-3), se ha revelado de manera plena en los sufrimientos de su Ungido, Cristo.

Las heridas que su cuerpo recibió nos dejan ver los secretos de su corazón; nos dejan ver el gran misterio de piedad, nos dejan ver la entrañable misericordia de nuestro Dios, por la que nos ha visitado el sol que nace de lo alto. ¿Qué dificultad hay en admitir que tus llagas nos dejan ver tus entrañas? No podría hallarse otro medio más claro que estas tus llagas para comprender que Tú, Señor, eres bueno y clemente, y rico en misericordia. Nadie tiene una misericordia más grande que el que da su vida por los sentenciados a muerte y a la condenación. Luego mi único mérito es la misericordia del Señor. No seré pobre en méritos, mientras Él no lo sea en misericordia. Y, porque la misericordia del Señor es mucha, muchos son también mis méritos. Y, aunque tengo conciencia de mis muchos pecados, si creció el pecado, más desbordante fue la gracia. Y, si la misericordia del Señor dura siempre, yo también cantaré eternamente las misericordias del Señor. ¿Cantaré acaso mi propia justicia? Señor, narraré tu justicia, tuya entera. Sin embargo, ella es también mía, pues Tú has sido constituido mi justicia de parte de Dios.

## Usos

### Judaísmo
- Este salmo se recita durante Selijot en algunas tradiciones.[18]
- El versículo 53 es el primer versículo de Baruj Hashem LeOlam en Pesukei Dezimra[19] y Baruch Hashem L'Olam después del Shema en Maariv entre semana.[20]
- Los versículos 16-18 se recitan después de tocar el shofar en Rosh Hashaná.[21]

### Nuevo Testamento
En el Nuevo Testamento, parte del versículo 10 se cita en Lucas Lucas 1:51, y el versículo 20 se cita en Hechos Hechos 13:22.

### Iglesia ortodoxa
En la Iglesia ortodoxa, el Salmo 88 (Salmo 89 en el Texto Masorético) forma parte de la duodécima división Kathisma del Salterio, leído en las Vísperas de los miércoles por la tarde, así como los martes y jueves durante la Cuaresma, en los Maitines y la Nona, respectivamente.

### Libro de Oración Común
En el «Libro de Oración Común» de la Iglesia de Inglaterra, este salmo está destinado a ser leído en la tarde del día 17 del mes, así como en Vísperas el día de Navidad.

## Ajustes musicales
Heinrich Schütz puso música al Salmo 90 en una versión métrica en alemán como parte del Salterio de Becker, publicado por primera vez en 1628. Está dividido en dos partes, «Ich will von Gnade singen» y «Ach Gott, warum verstößt du nun», SWV 186 y 1878. Alan Hovhaness puso música al texto en su Op. 27, una obra coral O Lord God of Hosts. 
Menachem Creditor compuso Olam Chesed Yibaneh/A World of Love (2001), con tres palabras del Salmo 89:3. Haaretz lo llamó el himno de la resistencia judía a la manifestación de Unite the Right.